# José María Peña San Martín
José María Peña San Martín (La Nuez de Abajo, Burgos, 1937-Burgos, 23 de julio de 2024) fue un político y alcalde español.

## Biografía

### Gerente del polo industrial de Burgos
En 1967 Peña sustituyó como gerente del Polo de Promoción Industrial de Burgos a José Luis Fortuny Oñós, quien cesó en su cargo el 2 de enero de 1967. La prensa local presentó a Peña como un 

joven y ya prestigioso economista que pertenece al equipo recientemente incorporado a las tareas de planificación económica y social de nuestra Patria, cuyo entusiasmo y valía han sido, sin duda, factores determinantes para que la Presidencia del Gobierno le haya encomendado puesto de tan lata responsabilidad
Diario de Burgos, 3 de enero de 1967

### Carrera política
Peña San Martín se presentó a las elecciones por Unión de Centro Democrático, Alianza Popular, Partido Popular y, en 2007, como candidato del partido Solución Independiente (SI), fundado por él y con el que obtuvo dos concejales. 
Fue alcalde de la ciudad de Burgos entre 1979 y 1992, año en el cual tuvo que dejar el cargo al resultar implicado en el Caso de la construcción de Burgos, al ser condenado a doce años de inhabilitación especial por delito de prevaricación continuada. Su cese se produjo el 3 de junio de 1992. También renunciaron los concejales Manuel Muñoz, Víctor Martínez y Mariano Hervás, los dos primeros condenados en la misma sentencia y el tercero por solidaridad con sus compañeros. A Peña le sustituyó como alcalde Valentín Niño Aragón, con quien posteriormente tuvo graves discrepancias.
Pasada su inhabilitación, en 2007 volvió a ser candidato de Solución Independiente a la alcaldía de Burgos, partido que solo obtuvo dos concejales. En 2011 abandonó la política.

### Últimos años
Durante sus últimos años tuvo una salud delicada y limitó sus apariciones públicas. Su último acto público fue asistir en junio de 2023 a la toma de posesión de su hijo Ignacio Peña Robledo como concejal de Vox en el ayuntamiento de Burgos.
Peña San Martín murió en el Hospital Recoletas de Burgos el 23 de julio de 2024. Las honras fúnebres se celebraron el día 25 de julio en la iglesia de San Lesmes Abad de Burgos y fueron presididas por el arzobispo emérito de Burgos, Fidel Herráez.

## Vida personal
Con su esposa María Pilar Robledo Noruega tuvo cuatro hijos. Uno de ellos, Ignacio Peña Robledo, salió elegido concejal del ayuntamiento de Burgos por Vox y la alcaldesa Cristina Ayala (PP) le encargó el área de Seguridad Ciudadana y Licencias.